# Mannschaftskader der División de Honor (Schach) 2015
Die Liste der Mannschaftskader der División de Honor (Schach) 2015 enthält alle Spieler, die für die spanischen División de Honor im Schach 2015 gemeldet wurden, mit ihren Einzelergebnissen.

## Allgemeines
Neben sechs Stammspielern durften die teilnehmenden Vereine sechs Ersatzspieler melden, allerdings schöpften nicht alle Vereine das Kontingent komplett aus. Nicht alle gemeldeten Spieler kamen auch zum Einsatz. Mérida Patrimonio de la Humanidad und CE Escola d’Escacs de Barcelona setzten in allen Runden die gleichen sechs Spieler ein, während bei Chess24-VTI-Atocha elf Spieler mindestens eine Partie spielten. Insgesamt kamen 58 Spieler zum Einsatz, von denen 31 keinen Wettkampf versäumten.
Punktbeste Spieler waren Ivan Šarić und David Lariño Nieto (beide Mérida Patrimonio de la Humanidad) mit 6 Punkten aus 7 Partien. Je 5,5 Punkte aus 7 Partien erreichten Francisco Vallejo Pons (Sestao Fundacion EDP), B. Adhiban (Solvay) und Dmitry Svetushkin (CA Magic Extremadura). Kein Spieler erreichte 100 %, das prozentual beste Ergebnis gelang Iván Salgado López (Sestao Fundacion EDP) mit 4,5 Punkten aus 5 Partien.

## Legende
Die nachstehenden Tabellen enthalten folgende Informationen:
- Nr.: Ranglistennummer
- Titel: FIDE-Titel; GM = Großmeister, IM = Internationaler Meister, FM = FIDE-Meister, WIM = Internationale Meisterin der Frauen, WFM = FIDE-Meisterin der Frauen
- Land: Verbandszugehörigkeit gemäß Elo-Liste von August 2015; ARM = Armenien, AZE = Aserbaidschan, BRA = Brasilien, BUL = Bulgarien, CAN = Kanada, CRO = Kroatien, CUB = Kuba, ESP = Spanien, FRA = Frankreich, GER = Deutschland, IND = Indien, ISR = Israel, MDA = Moldawien, MEX = Mexiko, NED = Niederlande, PER = Peru, RUS = Russland, UKR = Ukraine
- Elo: Elo-Zahl in der Elo-Liste von August 2015
- G: Anzahl Gewinnpartien
- R: Anzahl Remispartien
- V: Anzahl Verlustpartien
- Pkt.: Anzahl der erreichten Punkte
- Partien: Anzahl der gespielten Partien

## Solvay
| Nr. | Titel | Name                           | Land | Elo  | G | R | V | Pkt. | Partien |
| --- | ----- | ------------------------------ | ---- | ---- | - | - | - | ---- | ------- |
| 1   | GM    | P. Harikrishna                 | IND  | 2740 | 2 | 3 | 1 | 3,5  | 6       |
| 2   | GM    | B. Adhiban                     | IND  | 2643 | 4 | 3 | 0 | 5,5  | 7       |
| 3   | GM    | Surya Shekhar Ganguly          | IND  | 2631 | 4 | 1 | 2 | 4,5  | 7       |
| 4   | GM    | Alexandar Deltschew            | BUL  | 2604 | 2 | 5 | 0 | 4,5  | 7       |
| 5   | IM    | Sergio Cacho Reigadas          | ESP  | 2512 | 3 | 3 | 1 | 4,5  | 7       |
| 6   | GM    | Elizbar Ubilava                | ESP  | 2481 | 1 | 3 | 0 | 2,5  | 4       |
| 7   | GM    | Jesús María de la Villa García | ESP  | 2467 | 2 | 2 | 0 | 3    | 4       |
| 8   | IM    | Luis Javier Bernal Moro        | ESP  | 2435 | 0 | 0 | 0 | 0    | 0       |
| 9   | FM    | Cristóbal Ramo Frontiñán       | ESP  | 2328 | 0 | 0 | 0 | 0    | 0       |
| 10  |       | Jesús Quevedo Galán            | ESP  |      | 0 | 0 | 0 | 0    | 0       |

## Sestao Fundacion EDP
| Nr. | Titel | Name                             | Land | Elo  | G | R | V | Pkt. | Partien |
| --- | ----- | -------------------------------- | ---- | ---- | - | - | - | ---- | ------- |
| 1   | GM    | Leinier Domínguez                | CUB  | 2736 | 2 | 4 | 1 | 4    | 7       |
| 2   | GM    | Ruslan Ponomarjow                | UKR  | 2711 | 3 | 3 | 1 | 4,5  | 7       |
| 3   | GM    | Laurent Fressinet                | FRA  | 2710 | 2 | 3 | 1 | 3,5  | 6       |
| 4   | GM    | Francisco Vallejo Pons           | ESP  | 2686 | 4 | 3 | 0 | 5,5  | 7       |
| 5   | GM    | Maxim Rodshtein                  | ISR  | 2678 | 3 | 4 | 0 | 5    | 7       |
| 6   | GM    | Iván Salgado López               | ESP  | 2615 | 4 | 1 | 0 | 4,5  | 5       |
| 7   | GM    | Salvador Gabriel Del Río Angelis | ESP  | 2511 | 1 | 2 | 0 | 2    | 3       |
| 8   | FM    | Sergio Trigo Urquijo             | ESP  | 2358 | 0 | 0 | 0 | 0    | 0       |
| 9   |       | Enrique Tamayo Aguirre           | ESP  |      | 0 | 0 | 0 | 0    | 0       |
| 10  |       | Luis Alberto Guerrero Tamayo     | ESP  |      | 0 | 0 | 0 | 0    | 0       |
| 11  |       | Miguel Ángel Del Olmo Alonso     | ESP  |      | 0 | 0 | 0 | 0    | 0       |
| 12  |       | Irene García Bolaños             | ESP  | 1243 | 0 | 0 | 0 | 0    | 0       |

## Mérida Patrimonio de la Humanidad
| Nr. | Titel | Name                       | Land | Elo  | G | R | V | Pkt. | Partien |
| --- | ----- | -------------------------- | ---- | ---- | - | - | - | ---- | ------- |
| 1   | GM    | Jurij Kryworutschko        | UKR  | 2697 | 3 | 4 | 0 | 5    | 7       |
| 2   | GM    | Liviu-Dieter Nisipeanu     | GER  | 2667 | 2 | 4 | 1 | 4    | 7       |
| 3   | GM    | Ivan Šarić                 | CRO  | 2661 | 5 | 2 | 0 | 6    | 7       |
| 4   | GM    | Miguel Illescas Córdoba    | ESP  | 2602 | 0 | 0 | 0 | 0    | 0       |
| 5   | GM    | Konstantin Landa           | RUS  | 2624 | 3 | 2 | 2 | 4    | 7       |
| 6   | GM    | Azər Mirzəyev              | AZE  | 2558 | 0 | 0 | 0 | 0    | 0       |
| 7   | GM    | Oleg Korneev               | ESP  | 2569 | 2 | 4 | 1 | 4    | 7       |
| 8   | GM    | Miguel Llanes Hurtado      | ESP  | 2440 | 0 | 0 | 0 | 0    | 0       |
| 9   | GM    | David Lariño Nieto         | ESP  | 2463 | 5 | 2 | 0 | 6    | 7       |
| 10  |       | Pedro Rubio Nevado         | ESP  | 2048 | 0 | 0 | 0 | 0    | 0       |
| 11  |       | Juan Pablo Salgado Sánchez | ESP  |      | 0 | 0 | 0 | 0    | 0       |

## CA Magic Extremadura
| Nr. | Titel | Name                      | Land | Elo  | G | R | V | Pkt. | Partien |
| --- | ----- | ------------------------- | ---- | ---- | - | - | - | ---- | ------- |
| 1   | GM    | Gabriel Sarkissjan        | ARM  | 2673 | 2 | 4 | 1 | 4    | 7       |
| 2   | GM    | Grigori Oparin            | RUS  | 2564 | 1 | 6 | 0 | 4    | 7       |
| 3   | GM    | Dmitry Svetushkin         | MDA  | 2580 | 4 | 3 | 0 | 5,5  | 7       |
| 4   | GM    | Manuel Pérez Candelario   | ESP  | 2569 | 1 | 2 | 2 | 2    | 5       |
| 5   | GM    | Michail Antipow           | RUS  | 2515 | 3 | 3 | 0 | 4,5  | 6       |
| 6   | IM    | Jaime Santos Latasa       | ESP  | 2521 | 2 | 1 | 2 | 2,5  | 5       |
| 7   | IM    | Emilio Moreno Tejera      | ESP  | 2444 | 2 | 1 | 2 | 2,5  | 5       |
| 8   |       | Juan Antonio Montero Aleu | ESP  |      | 0 | 0 | 0 | 0    | 0       |

## Gros Xake Taldea
| Nr. | Titel | Name                          | Land | Elo  | G | R | V | Pkt. | Partien |
| --- | ----- | ----------------------------- | ---- | ---- | - | - | - | ---- | ------- |
| 1   | GM    | Loek van Wely                 | NED  | 2654 | 1 | 3 | 3 | 2,5  | 7       |
| 2   | GM    | Arkadij Naiditsch             | AZE  | 2685 | 3 | 2 | 2 | 4    | 7       |
| 3   | GM    | Félix Izeta Txabarri          | ESP  | 2452 | 0 | 0 | 0 | 0    | 0       |
| 4   | IM    | Alejandro Franco Alonso       | ESP  | 2459 | 0 | 5 | 2 | 2,5  | 7       |
| 5   | IM    | Santiago González de la Torre | ESP  | 2438 | 2 | 2 | 3 | 3    | 7       |
| 6   | IM    | Íñigo Argandoña Riveiro       | ESP  | 2429 | 1 | 5 | 1 | 3,5  | 7       |
| 7   | IM    | Patrice Etchegaray            | FRA  | 2393 | 1 | 2 | 4 | 2    | 7       |
| 8   | FM    | Iñigo Martín Álvarez          | ESP  | 2296 | 0 | 0 | 0 | 0    | 0       |
| 9   | WFM   | Miriam Muñoz Pérez            | ESP  | 2038 | 0 | 0 | 0 | 0    | 0       |

## Chess24-VTI-Atocha
| Nr. | Titel | Name                              | Land | Elo  | G | R | V | Pkt. | Partien |
| --- | ----- | --------------------------------- | ---- | ---- | - | - | - | ---- | ------- |
| 1   | GM    | David Antón Guijarro              | ESP  | 2635 | 0 | 4 | 2 | 2    | 6       |
| 2   | GM    | Jan Gustafsson                    | GER  | 2630 | 2 | 2 | 1 | 3    | 5       |
| 3   | IM    | José Fernando Cuenca Jiménez      | ESP  | 2526 | 1 | 2 | 3 | 2    | 6       |
| 4   | IM    | Luis Ignacio Rubio Mejía          | ESP  | 2458 | 1 | 2 | 3 | 2    | 6       |
| 5   | IM    | Pablo Almagro Llamas              | ESP  | 2433 | 2 | 3 | 2 | 3,5  | 7       |
| 6   | IM    | David Martínez Martín             | ESP  | 2408 | 2 | 1 | 1 | 2,5  | 4       |
| 7   | WIM   | Mathilde Congiu                   | FRA  | 2301 | 0 | 0 | 2 | 0    | 2       |
| 8   | FM    | Juan Plazuelo Pascual             | ESP  | 2303 | 0 | 0 | 2 | 0    | 2       |
| 9   | FM    | Víctor Fernández Barrera          | ESP  | 2273 | 0 | 0 | 1 | 0    | 1       |
| 10  |       | Adrian Vázquez Torres             | ESP  | 2203 | 0 | 0 | 2 | 0    | 2       |
| 11  |       | Leonardo Iván Pérez-Aranda Alonso | ESP  | 2080 | 0 | 0 | 1 | 0    | 1       |

## CE Escola d’Escacs de Barcelona
| Nr. | Titel | Name                         | Land | Elo  | G | R | V | Pkt. | Partien |
| --- | ----- | ---------------------------- | ---- | ---- | - | - | - | ---- | ------- |
| 1   | GM    | Alexander Rachmanow          | RUS  | 2620 | 2 | 5 | 0 | 4,5  | 7       |
| 2   | GM    | Kevin Spraggett              | CAN  | 2545 | 1 | 1 | 5 | 1,5  | 7       |
| 3   | GM    | Wiktor Moskalenko            | ESP  | 2525 | 0 | 0 | 0 | 0    | 0       |
| 4   | GM    | Marc Narciso Dublan          | ESP  | 2532 | 0 | 2 | 5 | 1    | 7       |
| 5   | GM    | Alfonso Romero Holmes        | ESP  | 2451 | 0 | 3 | 4 | 1,5  | 7       |
| 6   | IM    | Antonio Gual Pascual         | ESP  | 2439 | 1 | 2 | 4 | 2    | 7       |
| 7   | IM    | Alejandro Bofill Mas         | ESP  | 2339 | 0 | 0 | 0 | 0    | 0       |
| 8   | FM    | Jorge Alberto Ramírez García | MEX  | 2321 | 0 | 0 | 0 | 0    | 0       |
| 9   | WIM   | Amalia Aranaz Murillo        | ESP  | 2287 | 1 | 3 | 3 | 2,5  | 7       |

## Ajedrez Collado Villalba
| Nr. | Titel | Name                        | Land | Elo  | G | R | V | Pkt. | Partien |
| --- | ----- | --------------------------- | ---- | ---- | - | - | - | ---- | ------- |
| 1   | GM    | Julio Ernesto Granda Zúñiga | PER  | 2663 | 1 | 1 | 4 | 1,5  | 6       |
| 2   | GM    | Alexandr Fier               | BRA  | 2636 | 0 | 3 | 3 | 1,5  | 6       |
| 3   | GM    | Renier Vázquez Igarza       | ESP  | 2581 | 0 | 3 | 3 | 1,5  | 6       |
| 4   | GM    | Ángel Arribas López         | ESP  | 2559 | 2 | 2 | 2 | 3    | 6       |
| 5   | IM    | Javier Moreno Ruiz          | ESP  | 2467 | 1 | 2 | 4 | 2    | 7       |
| 6   | IM    | Olivier Touzane             | FRA  | 2339 | 0 | 2 | 2 | 1    | 4       |
| 7   | FM    | José Miguel Ortega Ruiz     | ESP  | 2300 | 0 | 2 | 3 | 1    | 5       |
| 8   | FM    | Pablo Martínez Rodríguez    | ESP  | 2285 | 0 | 0 | 0 | 0    | 0       |
| 9   |       | Luis Bermejo Arruego        | ESP  | 2167 | 0 | 0 | 0 | 0    | 0       |
| 10  |       | Camilo Cepeda Delgado       | ESP  | 2169 | 0 | 0 | 0 | 0    | 0       |
| 11  |       | Jesús Cao Armillas          | ESP  | 2090 | 0 | 0 | 2 | 0    | 2       |